# Äspö kyrka
Äspö kyrka är en kyrkobyggnad i Äspö på Söderslätt i Skåne. Den tillhör Källstorps församling i Lunds stift.

## Kyrkobyggnaden

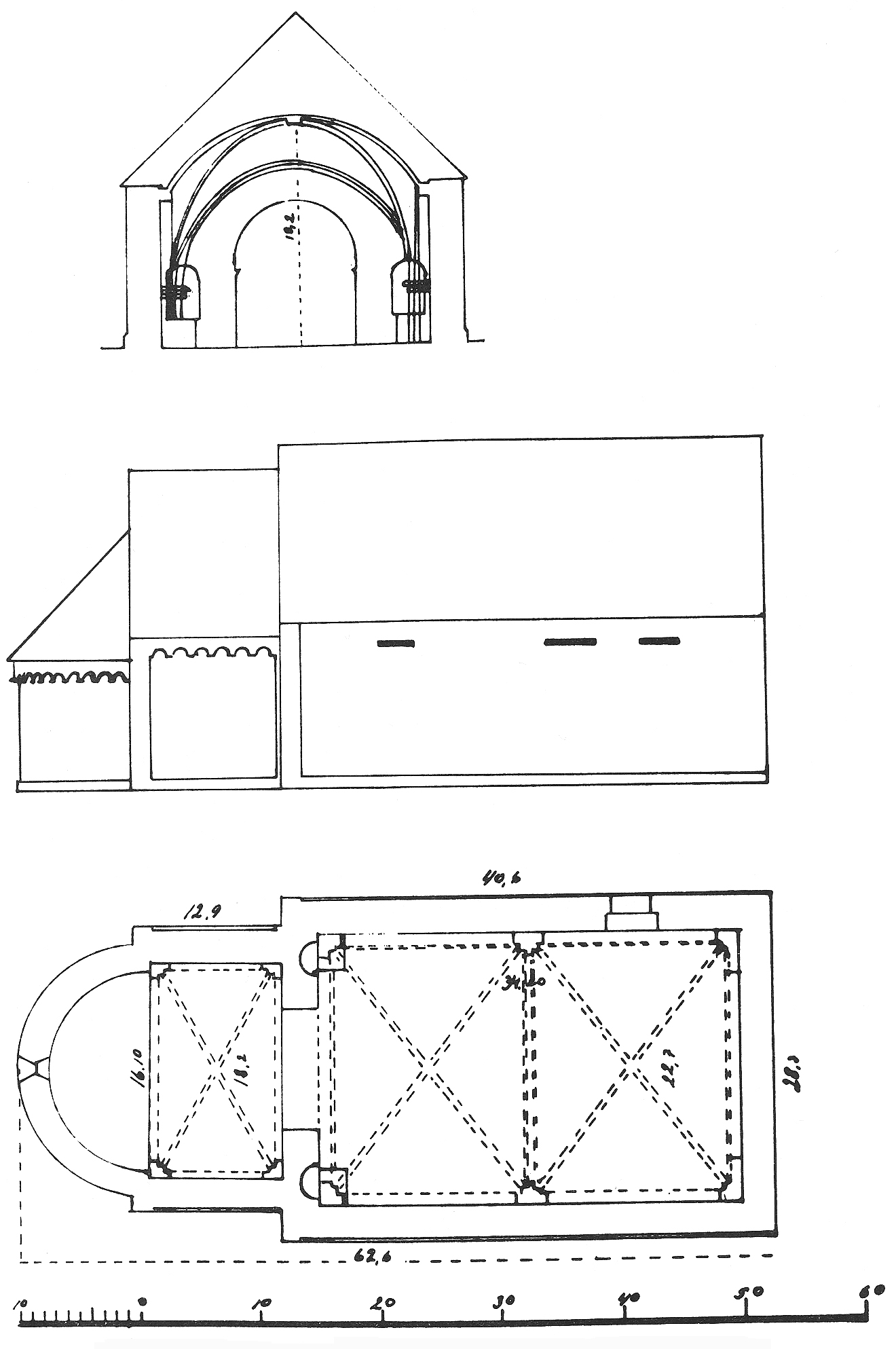
Brunius ritning av kyrkan 1845

Kyrkan uppfördes troligtvis runt 1200. Under 1800- och 1900-talet har den utvidgats, men det medeltida långhuset är fortfarande bevarat.
Den äldsta kyrkobyggnaden var betydligt mindre än den nuvarande. Planlösningen framgår av en skiss som Carl Georg Brunius lät utföra 1845. Kyrkan hade en absid i öster, följt av ett mycket litet kor, samt ett relativt kort långhus. Under 1400-talet ersattes trätaket i kyrkan av tre valvtravéer, två i långhuset och ett i koret. Samtidigt har troligtvis ett vapenhus byggts utanför kyrkans ingång i södra långhusmuren. 
På Brunius ritning visas också de två altarnischer till sidoaltarna som funnits i långhuset på ömse sidor om triumfbågen in till koret. I norr har enligt en beskrivning 1628 funnits ett altare tillägnat Jungfru Maria och i söder ett altare till S:t Nicolaus.
Den ursprungliga kyrkan saknade torn, men 1770 påbyggdes vapenhuset och härigenom skapades ett torn med blytak utmed den södra långsidan. 1854 revs dock detta och det nuvarande tornet väster om långhuset uppfördes. Det är 27 meter högt med spiran inräknad.
1896 genomgick kyrkan en större ombyggnad. Det medeltida koret och absiden revs och kyrkan förlängdes efter ritningar av Helgo Zettervall.

## Kalkmålerierna

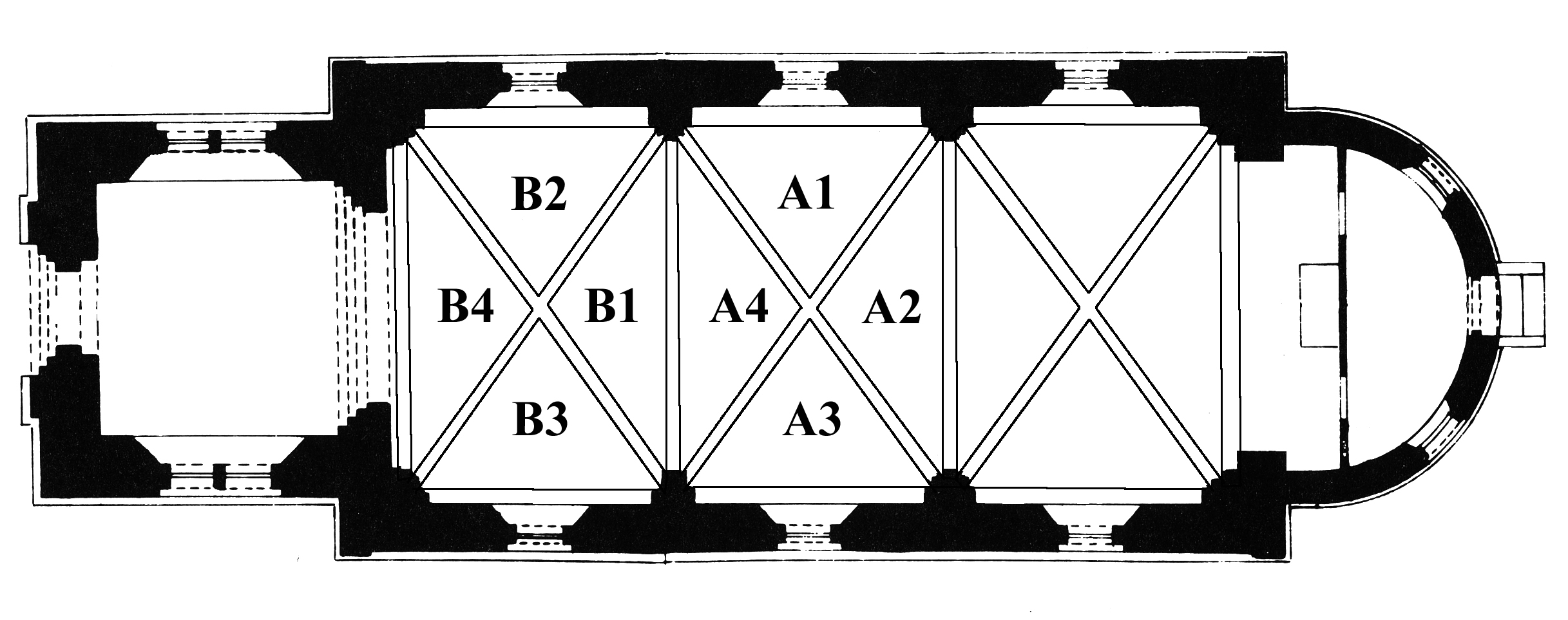
Placeringen av de olika bildmotiven i valven

I de alltjämt bevarade två ursprungliga långhusvalven finns välbevarade kalkmålningar. Dessa är utförda av den anonyme så kallade Everlövsmästaren som var verksam under andra hälften av 1400-talet. Namnet har han efter målningar som framtagits under övertäckande puts i Everlövs kyrka några mil norr om Äspö. Kännetecknande drag för Everlövsmästaren är bland annat målade grenar med löv som går ut från valvribborna, samt stiliserade rosor och stjärnor som bakgrundsmotiv till de olika bibliska bilderna.
Målningarna framtogs vid kyrkans restaurering 1953. Varje valv, bestående av fyra valvtravéer har ett tema hämtat ur Bibeln, ett tema från Gamla testamentet och ett från Nya testamentet. Placeringen av dessa motiv avviker dock från den gängse i medeltida skandinaviska kyrkor. I travén närmast koret i öster återfinns nämligen alltid Yttersta domen där Kristus som smärtomannen med sina fem sår sitter på regnbågen. Från hans mun utgår svärd och lilja, symbolerna för lag och evangelium. Detta motiv har emellertid i Äspö förlagts till det västliga valvet vilket är märkligt. På den plats där Kristus på regnbågen borde ha funnits, i det östra valvet, har konstnären i stället återgett scener med Adam och Eva från Gamla testamentet.
I den norra valvtravén ser man hur Gud skapar Adam, samt hur han av ett revben från Adam skapar Eva. Nästa scen, den östra valvtravén, är tyvärr förstörd, men här måste scenen med Adam och Eva och ormen ha funnits. Den södra travén visar utdrivandet ur paradiset där en ängel ger de nakna kläder och arbetsredskap. Den västra travén slutligen visar hur Adam som bonde får plöja och Eva som hustru spinner och vaktar ett barn i vaggan. Här finns också textband med texten: ”Buist hoo fram, saa bad adam, val op tu oxae, vaerrth” vilket i översättning blir: ”Må var och en leva som bonde, så bad Adam, han plöjde opp till två oxars värde”.
Det västra valvet visar alltså scener från Nya testamentet. Norr om Kristus som smärtoman finns Jungfru Maria som oblygt visar upp sitt nakna bröst. Just närmast burleska och vardagliga scener är kännetecknande för 1400-talets kyrkomålningar. Söder om Kristus återfinns Johannes Döparen klädd i djurhudar. På den norra valvtravén återges som alltid är brukligt, bredvid jungfru Maria, Paradiset dit de lyckliga välkomnas av S:t Petrus med himmelrikets nycklar. På den södra valvtravén återfinns, också som brukligt, helvetet bredvid Johannes Döparen. Här ses hur djävlar bär bort en naken, alkoholiserad kvinna.
Målningarna i den västra valvtraven mot tornet är delvis skymda av orgeln, men här visas de sju dödssynderna, symboliserade genom sju kroppsdelar: Huvudet = högmodet, bröstet = avunden, buken = frosseriet, armarna = vreden, benen = vällusten och fötterna = likgiltigheten.

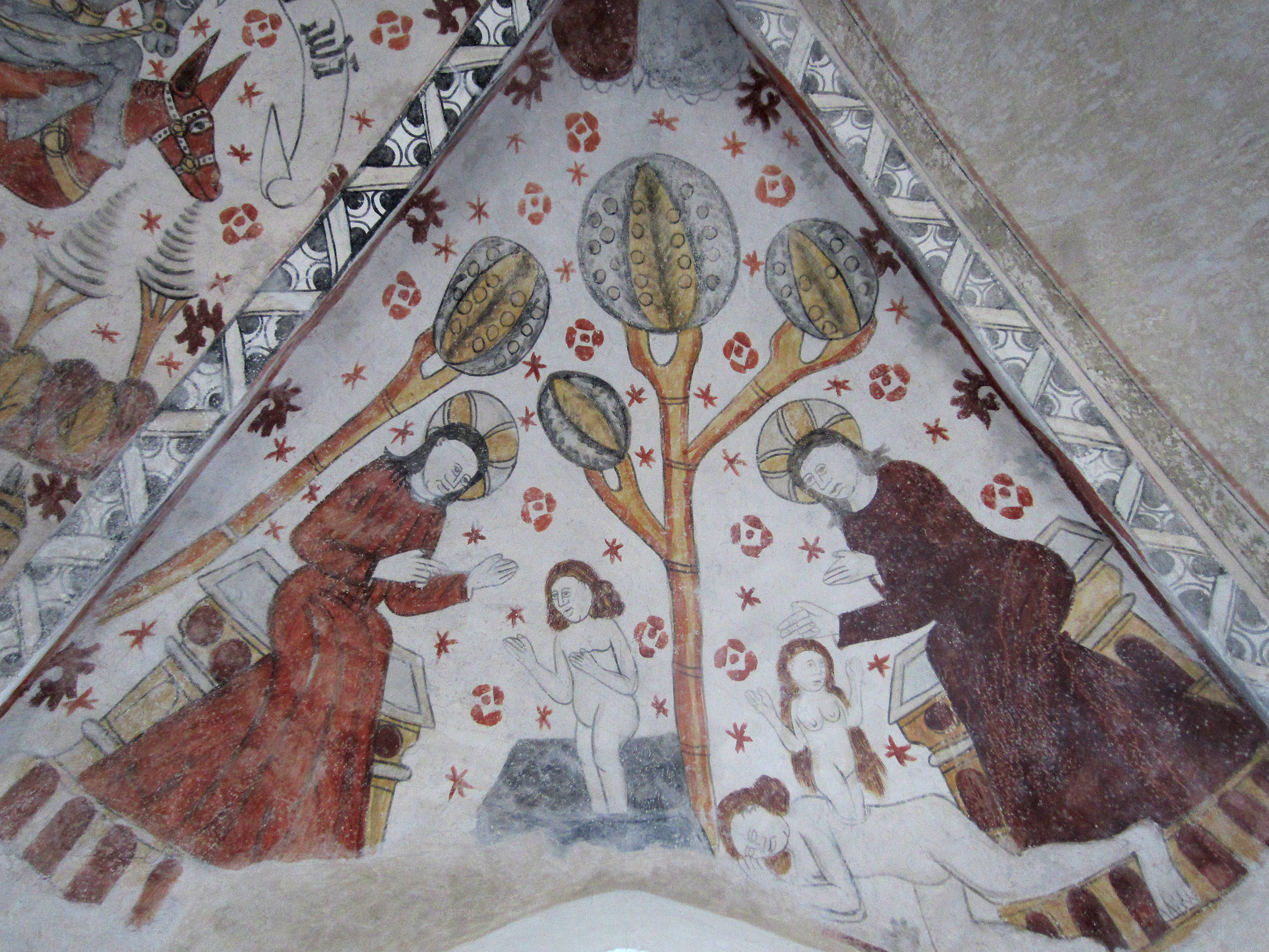
A1: Skapelsen
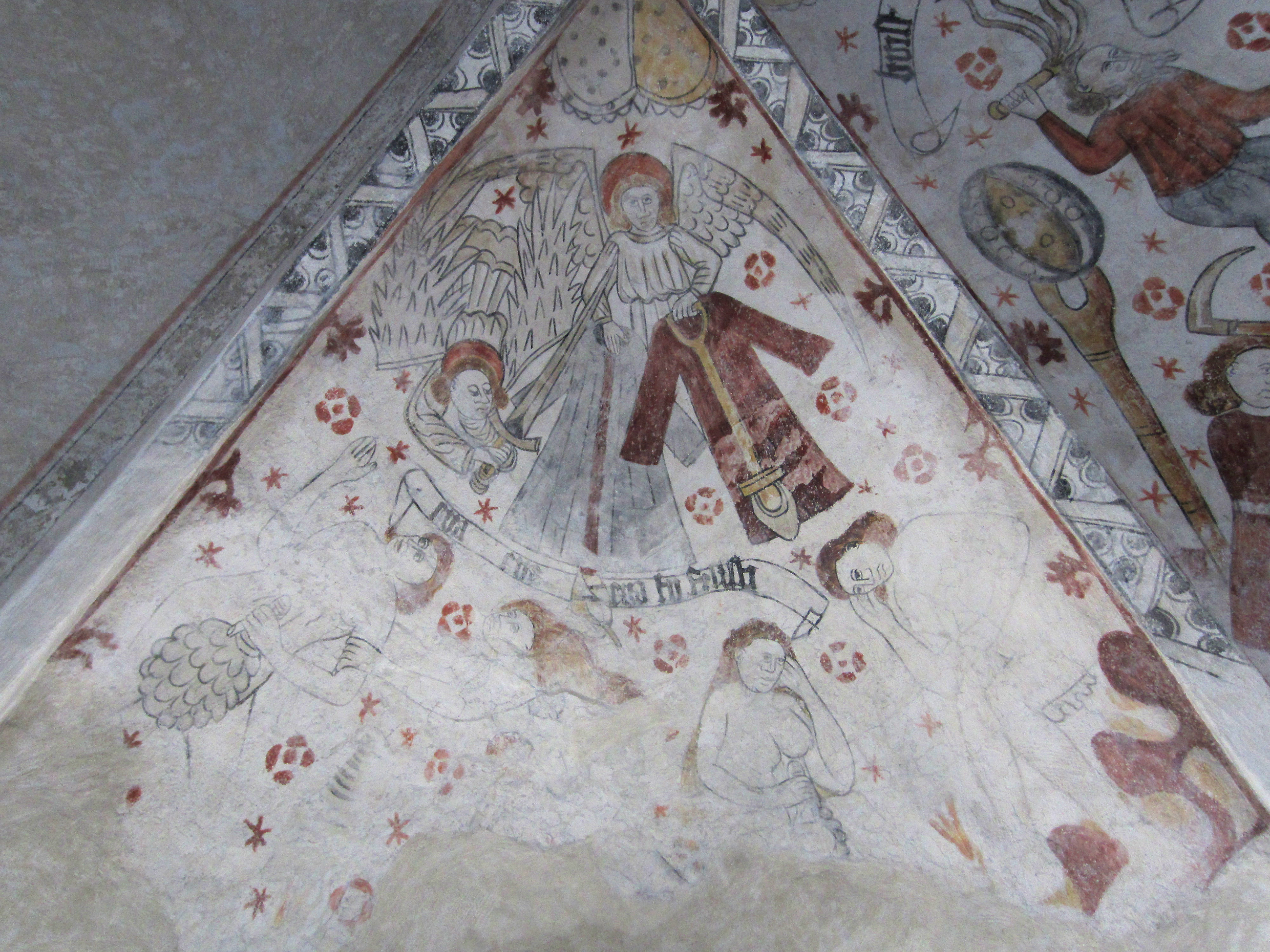
A2: Utdrivandet ur Paradiset
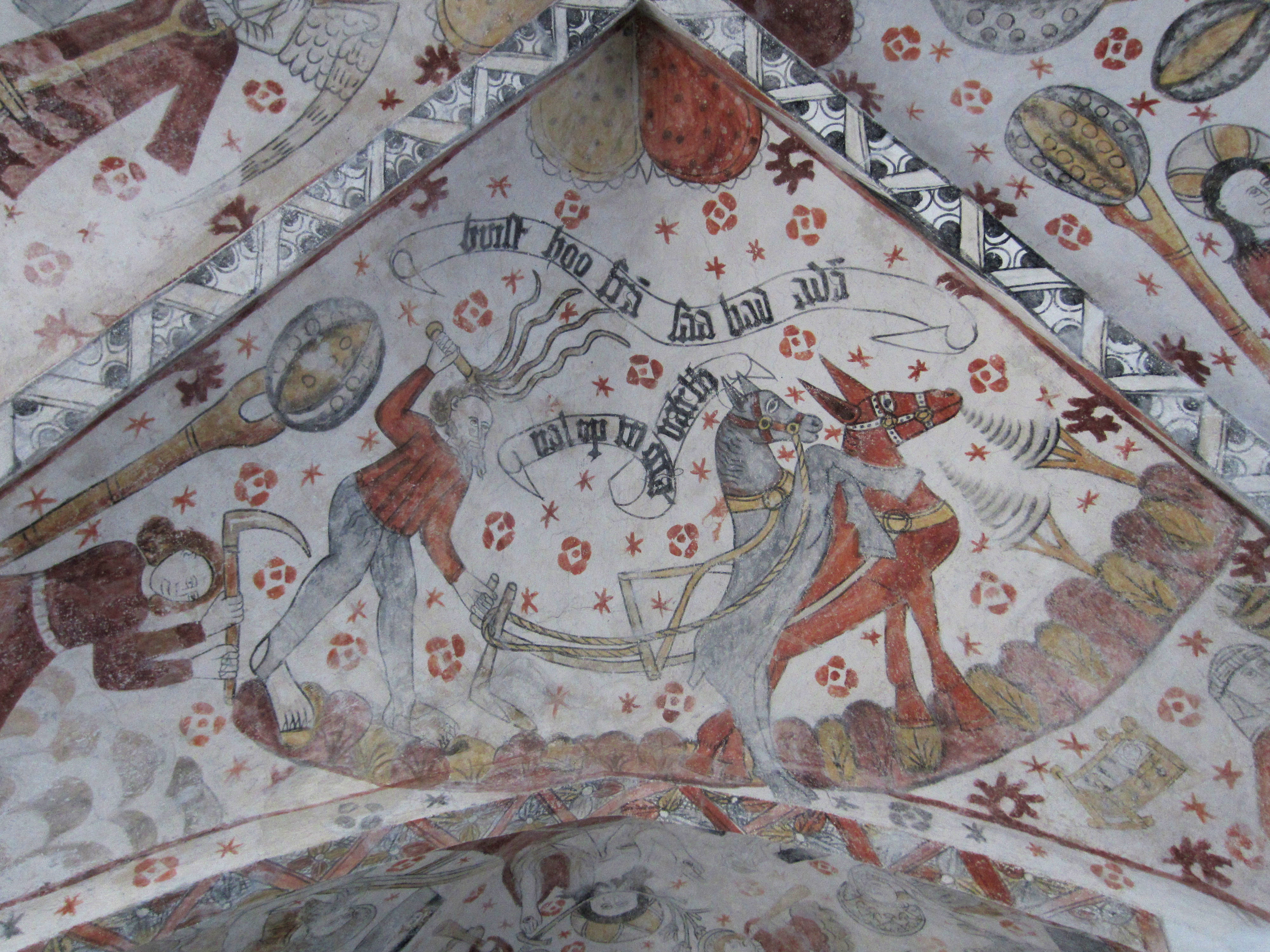
A3: Adam och Eva arbetar

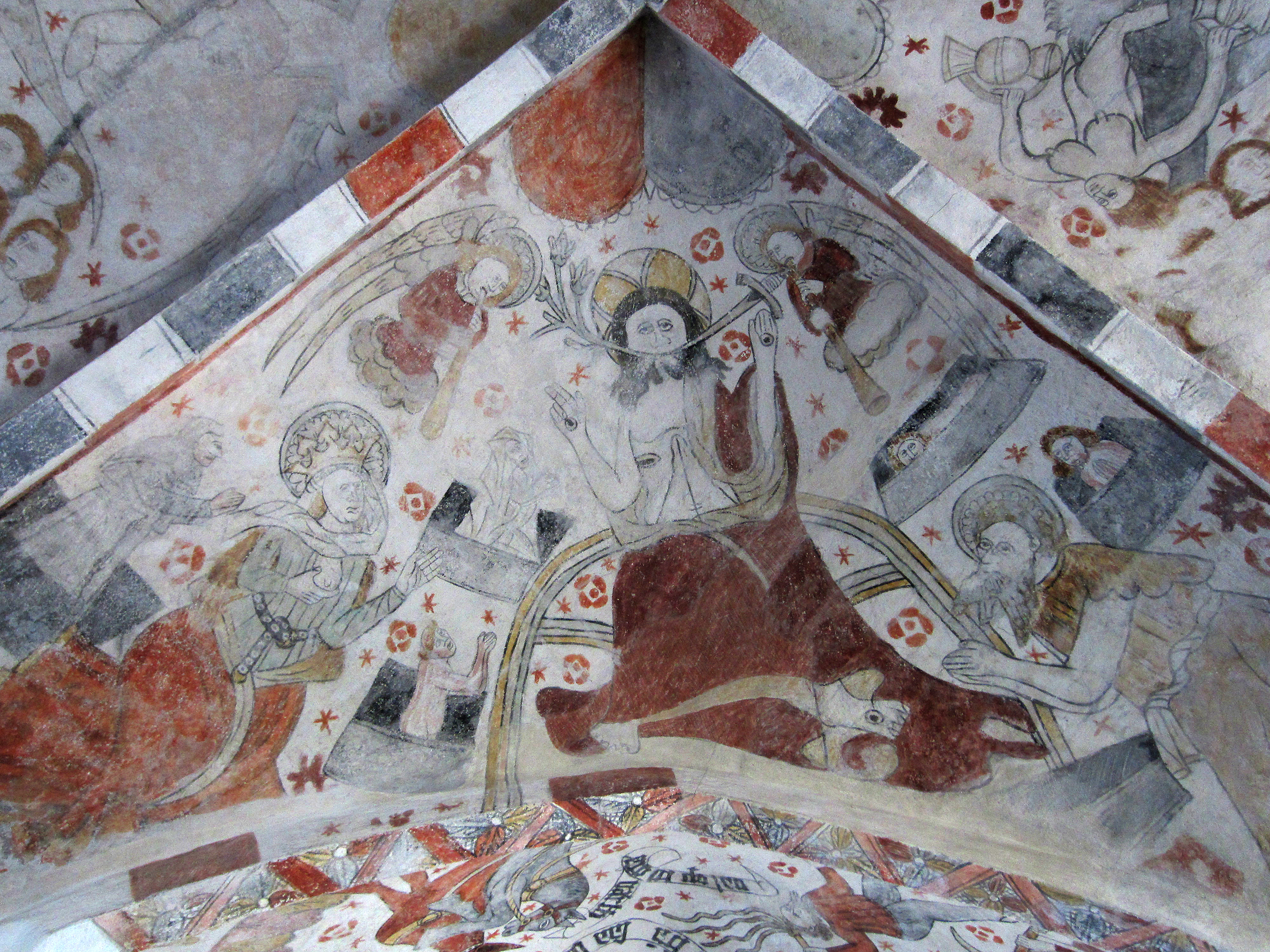
B1: Kristus som smärtoman
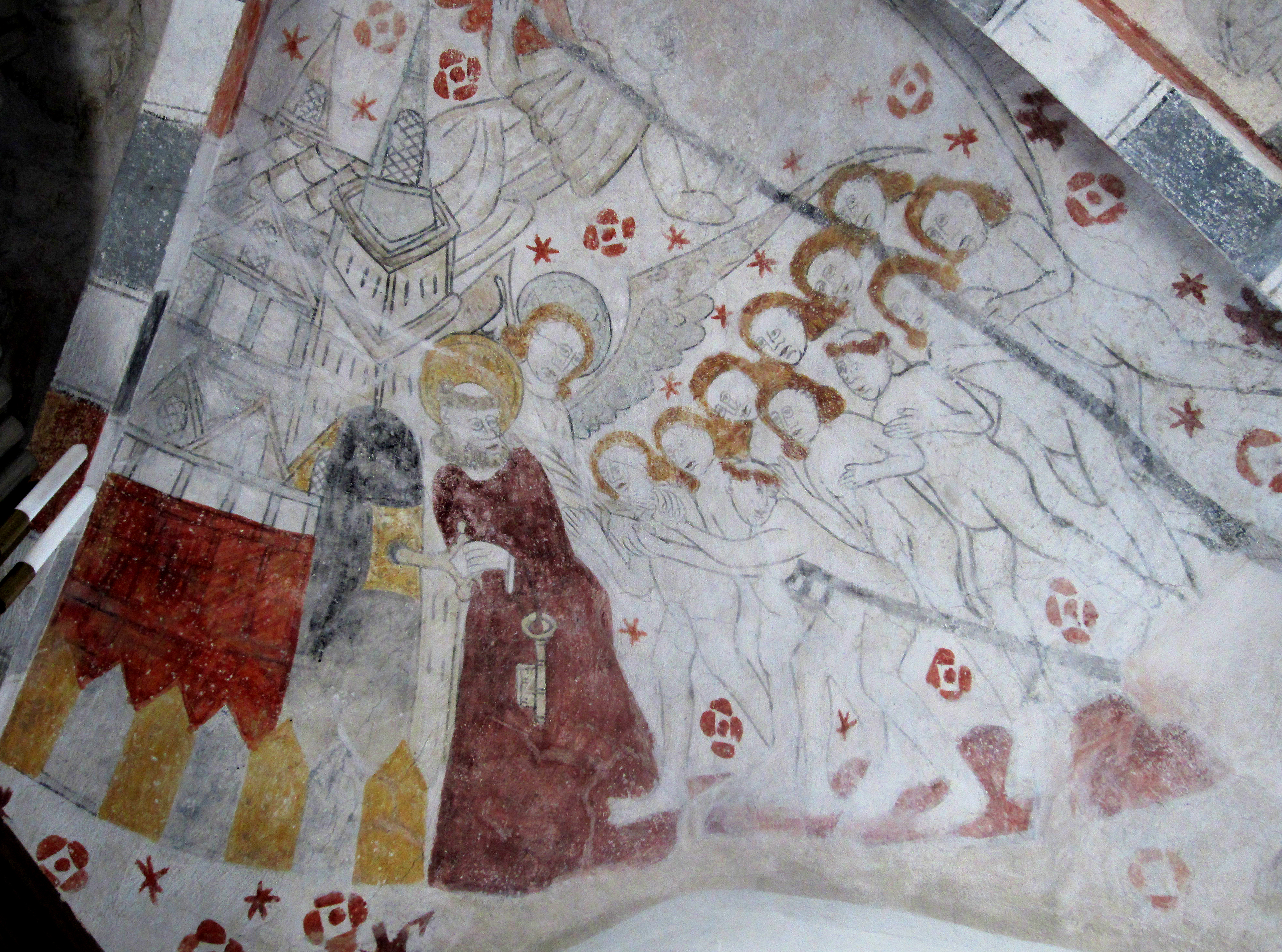
B2: S:t Petrus och paradiset
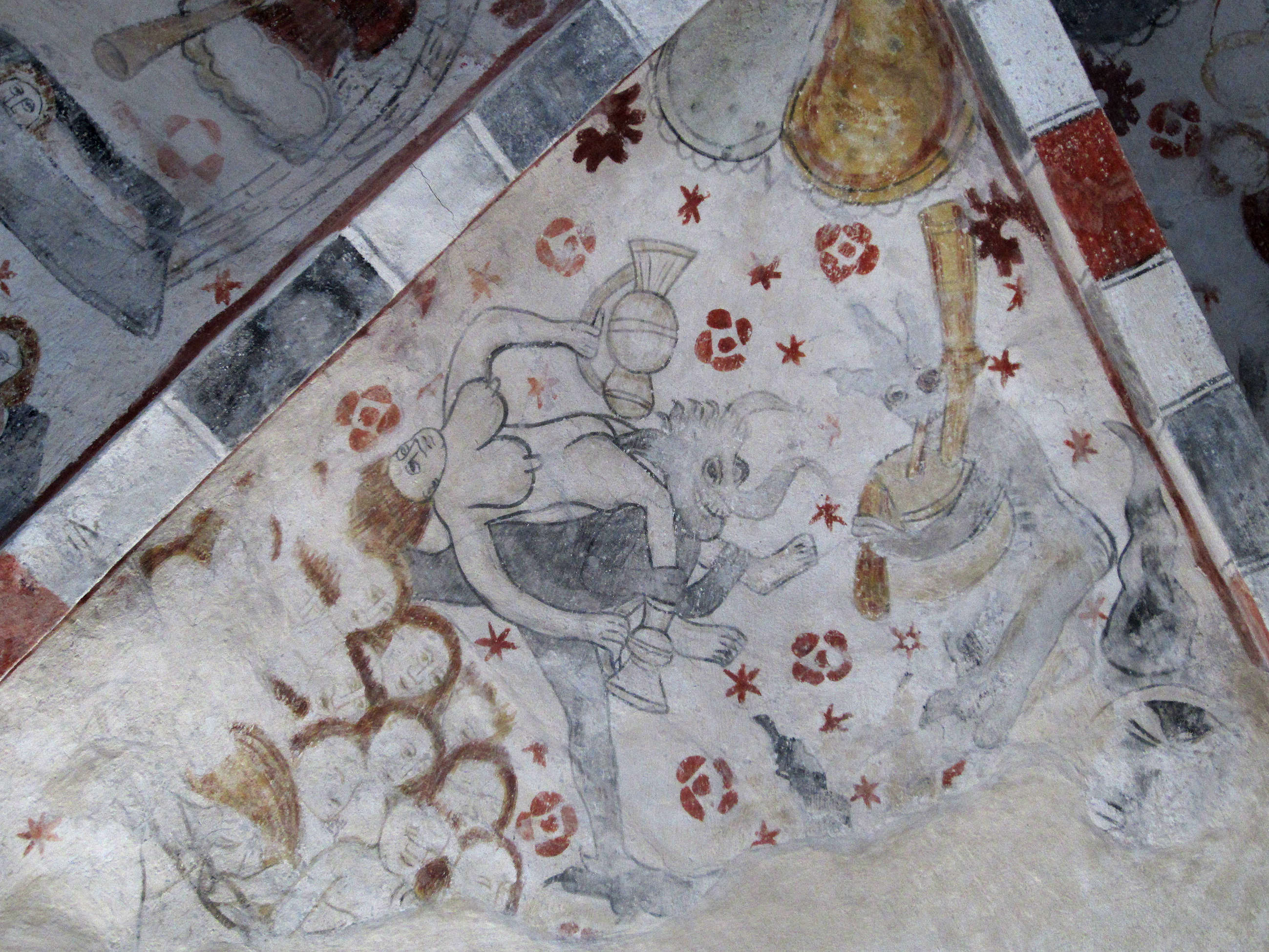
B3: Helvetet

## Orgel
- 1880 byggde Anders Victor Lundahl, Malmö en orgel med 4 stämmor.
- Den nuvarande orgeln byggdes 1941 av A. Magnussons Orgelbyggeri AB, Göteborg och är en pneumatisk orgel. Orgeln har fria och fasta kombinationer och automatisk pedalväxling. Det finns en gemensam svällare för hela orgeln.

| Manual I      | Manual II     | Pedal       | Koppel    |
| Principal 8'  | Salicional 8' | Subbas 16´  | I/P       |
| Borduna 8'    | Rörflöjt 4'   | Oktavbas 8´ | II/P      |
| Oktava 4'     | Blockflöjt 2' |             | II/I      |
| Mixtur 3 chor | Tremulant     |             | I 4'/I    |
|               |               |             | II 16'/I  |
|               |               |             | II 4'/I   |
|               |               |             | II 16'/II |
|               |               |             | II 4'/P   |

## Prästrelationen 1624

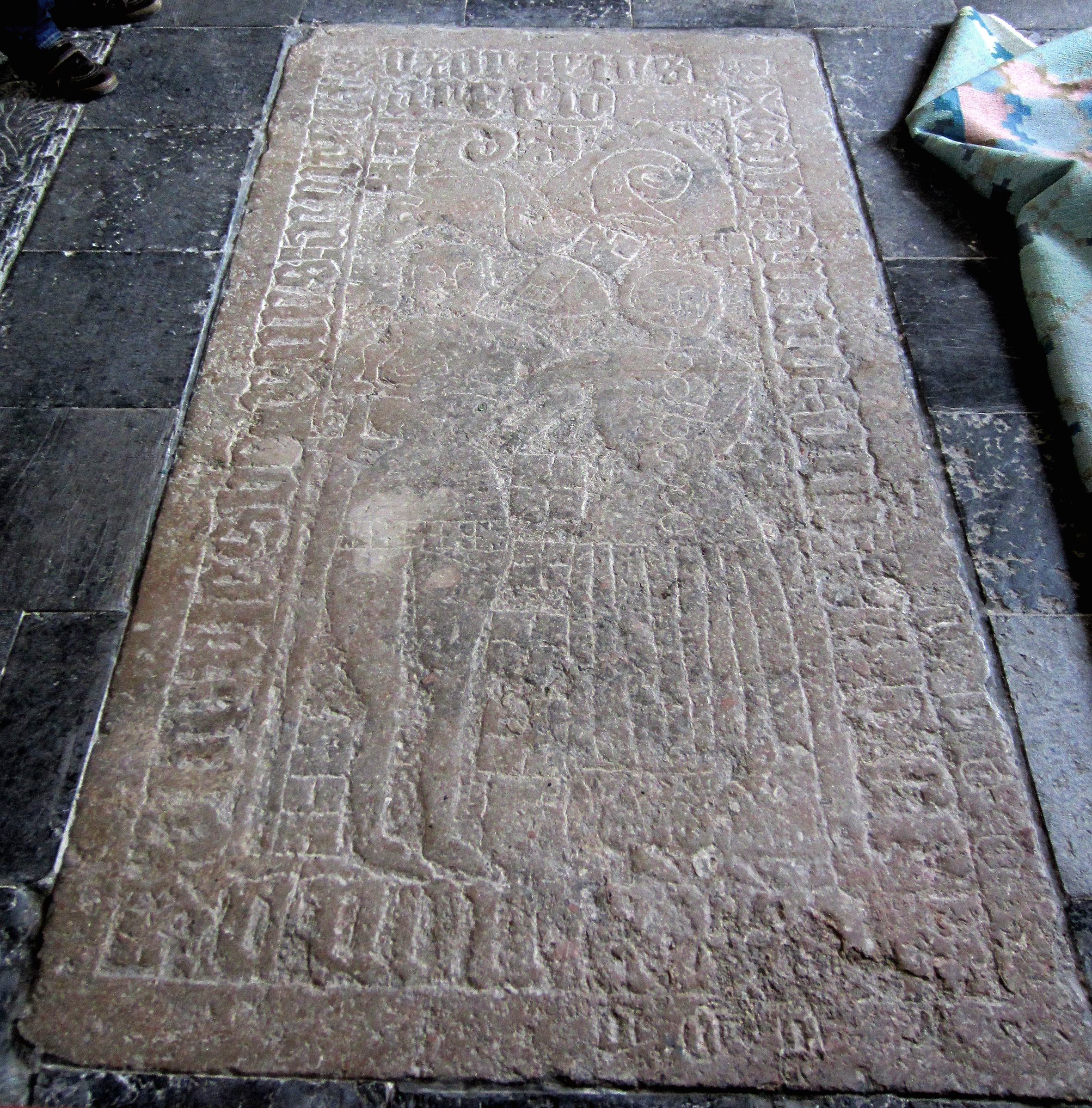
Gravstenen från 1339

Den äldsta beskrivningen finns i den relation över märkvärdigheter i socknen som kyrkoherde Henrik Rasmussen Tinckel (1584-1636) insände 1624:
”Vdj Espøe kierckefindis thuende waaben opmalett, wed wor fru Alter en vgle, och ved S:Nicolaj Altter de vgeroppers waaben I Choret Rett for dett Almindelig Alter Liger en gammell Ligsteenn, och thuende Adels perszonner man dog quinde vdhuggen med dieris vabenn, ugerops hornn paa hans hielmeneter och ved hindis hoffuett ett Saadant vabenn men farffuen kand mand icke beschriffue…”
Det ”Wor Frue altare” som omtalas har varit det i medeltida kyrkor obligatoriska Jungfru Mariaaltaret i norra delen av triumfbågsmuren. På en ritning av den äldsta kyrkan ses en altarnisch på båda sidor om triumfbågen. Det södra altaret har uppenbart varit helgat åt S:t Nicolaus, speciellt sjöfararnas helgon.
Likstenen är fortfarande bevarad. Den flyttades vid kyrkans ombyggnad 1896 till tornet men återfördes 1954 till sin ursprungliga plats framför det nya altaret. Dess text lyder i översättning: ”Under Herrens år 1339 avled Esbern Arvidsen och hans hustru Arfred”.
Esbern Arvidsen anses ha varit farfader till en väpnare med samma namn som nämns 1388. Denne hade en son, Stig Esbernsen (död 1410), vilken gjorde donationer till Lunds domkyrka.
Adelsintresset i Äspö kyrka framgår också av de kalkmålningar, föreställande släkten Ugerup och ett okänt släktvapen med en uggla som en gång funnit på triumfbågsmuren.

## Predikstolen
Predikstolen är daterad till 1598. På de fyra sidorna visas de fyra evangelisterna. Matteus har en bok som attribut och en ängel räcker honom en penna. Vid Markus fötter ligger hans attribut lejonet, medan Lukas har ett lamm vid sina fötter. Bredvid Johannes ses hans speciella symbol örnen. Den ursprungliga texten på predikstolen var latin som i översättning blev: ”Den som har öron, han hör vad Anden säger till församlingarna”. Tyvärr är texten i dag borttagen.

## Triumfkrucifixet
Mellan kor och långskepp hänger ett medeltida krucifix. Jesusfiguren är 138 cm hög och skulpturen dateras till ca 1400. Bemålningen är inte original och själva korset är en sentida rekonstruktion.

## Dopfunten

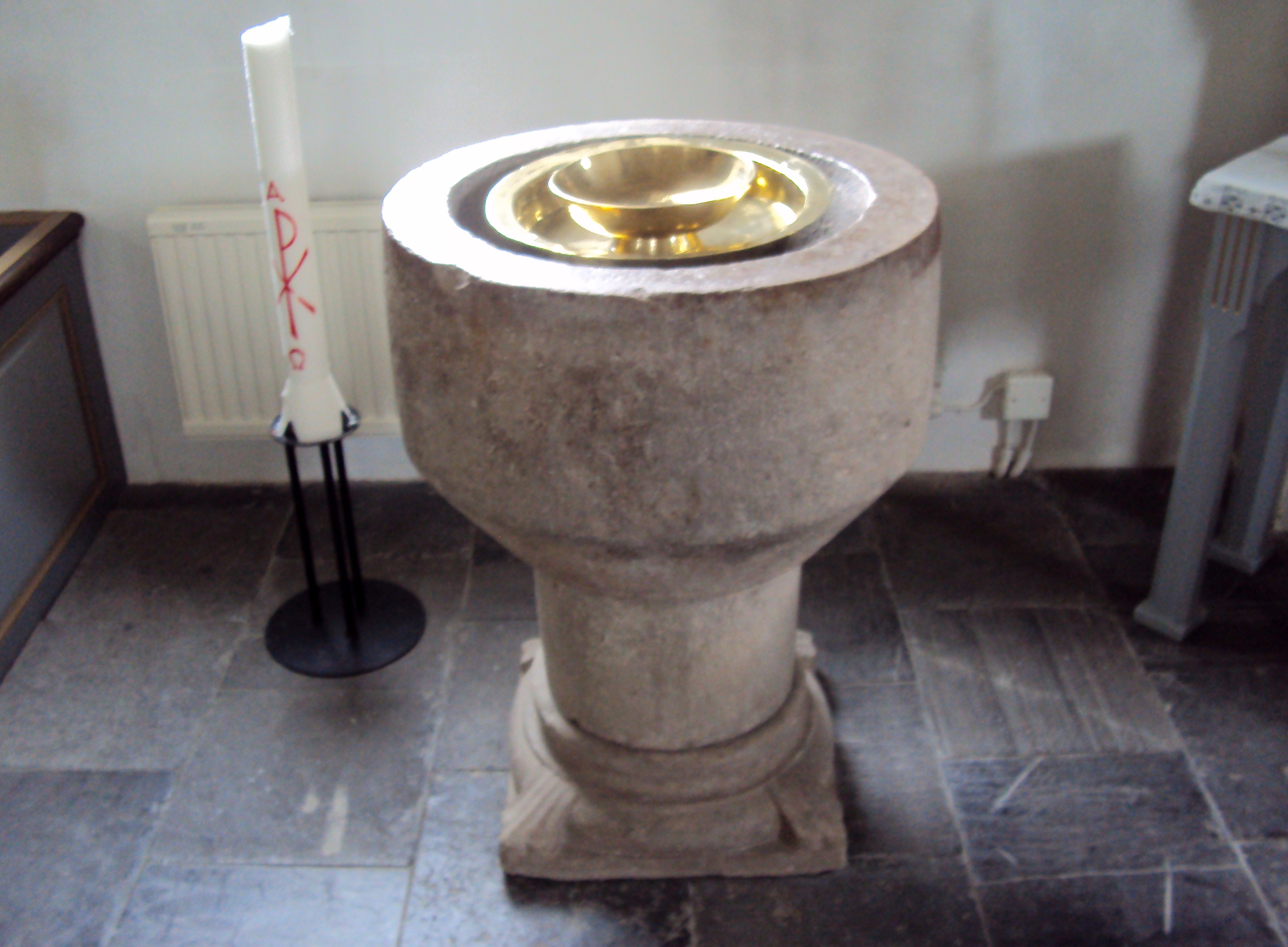
Kyrkans medeltida dopfunt

Dopfunten från 1200- eller 1300-talet är tillverkad av sandsten och den är inte utsmyckad med bilder. Före restaureringen 1953 låg den sönderslagen, men renoverades av konservator Johansson i Dalby. Funten står i dag framme i koret.

## Kyrkklockorna
En mindre klocka var gjuten 1741 av Andreas Wetterholtz i Malmö. Den såldes på en auktion år 1856 och en ny större klocka ersatte 1860. 1969 är den gamla klockan tillbaka igen och används som primklocka ovanför läktaren.

### Webbkällor
- Demografisk Databas Södra Sverige
- Källstorps församling